# 波罗的海德意志人

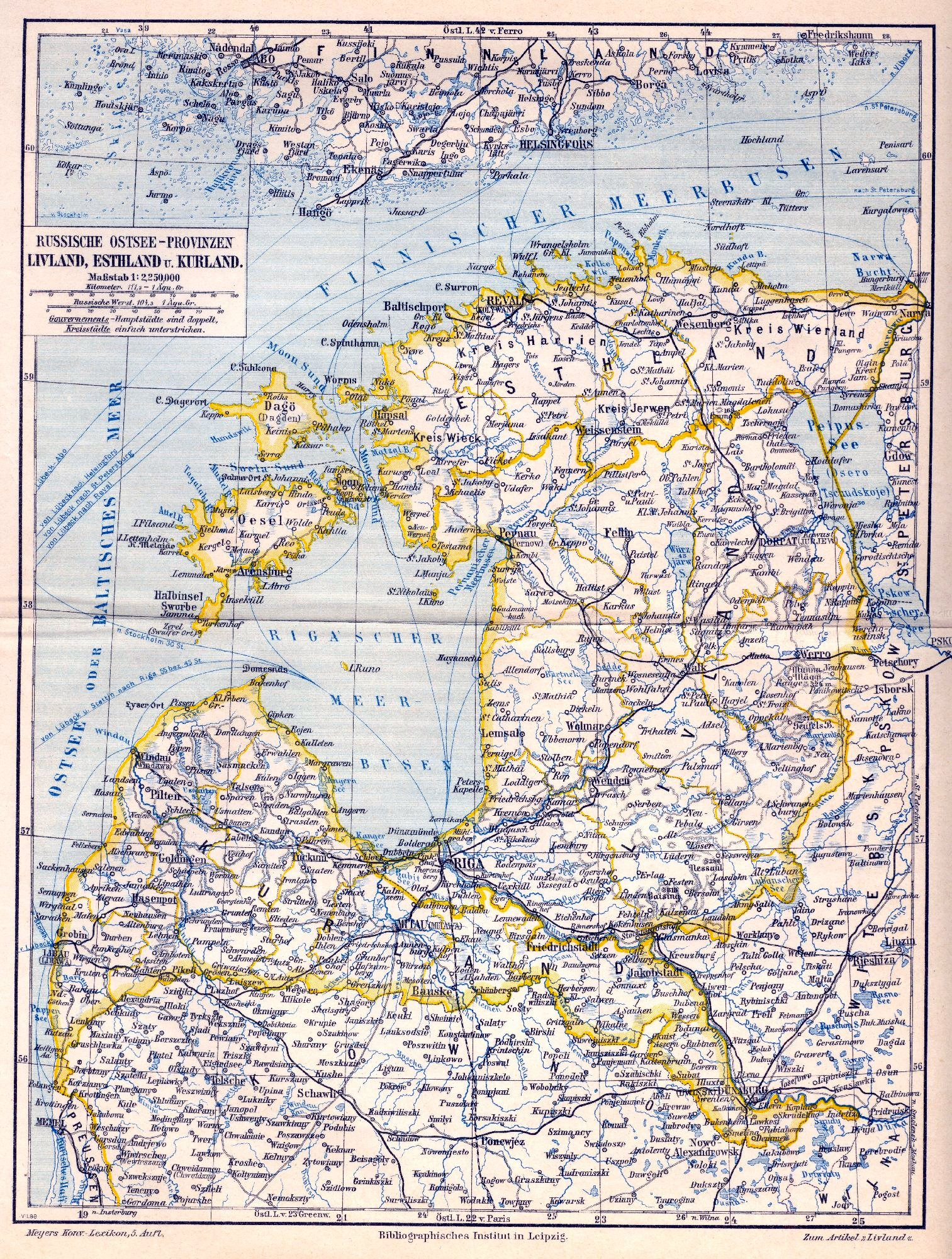
Estland、Livland、Kurland、Ösel

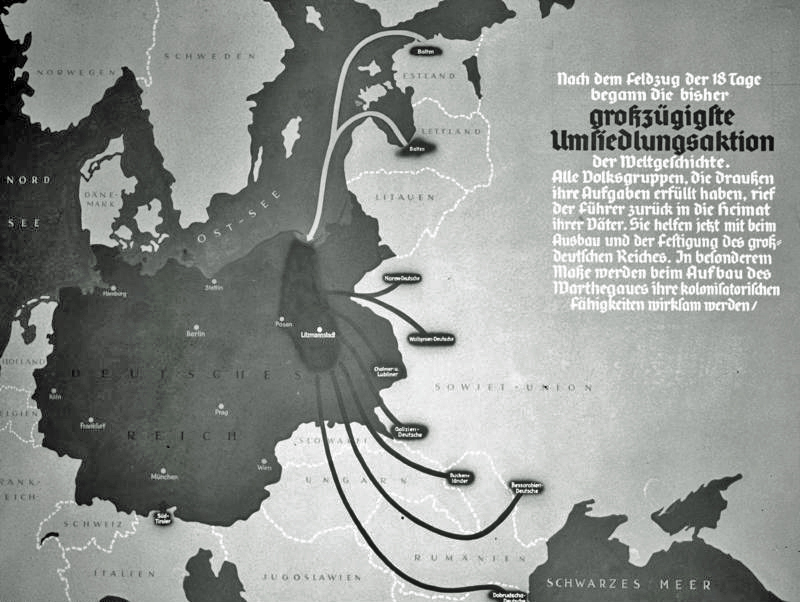
回歸祖國（Heim ins Reich）

波罗的海德意志人（德語：Deutsch-Balten）指波罗的海东岸爱沙尼亚和拉脱维亚的德意志人居民。尽管波罗的海的德意志人占人口少数 ，但从12世纪到20世纪初，波罗的海的德意志人组成了波罗的骑士团并控制着这两地的政治、经济、教育和文化。自从12世纪初拉丁语在波罗的海东岸地区衰落，德语迅速取而代之，成为一切正式文件的官方语言，爱沙尼亚和拉脱维亚的所有城镇村庄，一律采用德文名字，为时达数百年之久直到19世纪90年代。
数百年来波罗的海的德意志人是爱沙尼亚和拉脱维亚的地主，他们是这地区的实际统治阶层。政治上他们在1710年之前只听命于瑞典帝国， 在1917年之前听命于俄罗斯帝国。爱沙尼亚和拉脱维亚的本土原居民，大多数是居住在乡村的农奴，不享有同等的权利。这种情况延续到1917年帝俄覆灭，1918年爱沙尼亚和拉脱维亚脱离俄国独立为止。爱沙尼亚和拉脱维亚独立后推行土地改革，剥夺波罗的海德意志人地主的土地。此后多数波罗的海的德国人成为爱沙尼亚国或拉脱维亚国的公民。
波罗的海德国人的历史在1939年骤然告终，莫洛托夫—里賓特洛甫條約的秘密附加協議書劃分出德蘇勢力範圍——愛沙尼亞與拉脫維亞被納入蘇聯勢力範圍，希特勒将大批波罗的海德国人迁移到纳粹德国在二战中占领的波兰西部（时称瓦尔特兰帝国大区）。1944年苏联占领爱沙尼亚和拉脱维亚国，波罗的海德国人再也没有返回爱沙尼亚和拉脱维亚的家园。
时至今日，波罗的海德国人的后裔，分布世界各地方，以德国和加拿大人数最多。

## 知名人物
- 阿列克謝二世
- 卡尔·安斯特·冯·贝尔
- 米哈伊尔·博格达诺维奇·巴克莱·德托利
- 法比安·戈特利布·冯·别林斯高晋
- 沃納·貝根格林
- 贝勒 (汉学家)
- 格奥尔格·达豪
- 海因茨·艾哈特
- 约翰·冯·埃施朔尔茨
- 乔治·汉宁金-胡恩
- 盖沙令
- 萊昂內爾·基席里茨基
- 奧托·馮·蓋茲比
- 亚当·约翰·冯·克鲁森施滕
- 恩斯特·吉迪恩·冯·劳东
- 海因里希·楞次
- 沃爾夫岡·呂特
- 保羅·馮·利林費爾德
- 亞歷山大·馮·米登多夫
- 葉夫根尼·米勒
- 弗拉基米爾·德米特里耶維奇·納博科夫
- 亚历山大·冯·厄廷根
- 威廉·奥斯特瓦尔德
- 保羅·馮·倫寧坎普
- 格奧爾格·威廉·里奇曼
- 阿爾弗雷德·羅森堡
- 路德維希·馬克西米利安·埃爾溫·馮·施勃納－里希特
- 艾哈特·施密特
- 格奥尔格·奥古斯特·施维因富特
- 托馬斯·約翰·塞貝克
- 瓦西里·雅可夫列维奇·斯特鲁维（斯特魯維家族）
- 弗兰克·蒂斯
- 爱德华·托尔
- 雅各布·馮·烏也斯庫爾
- 罗曼·冯·恩琴
- 费迪南德·冯·弗兰格尔（法蘭格爾家族）
- 彼得·尼古拉耶维奇·弗兰格尔
- 弗里德里希·詹德
- 瓦尔特·察普
- 鋼和泰

## 延伸閱讀
- Helmreich E.C. (1942) The return of the Baltic Germans. The American Political Science Review 36.4, 711–716.
- Whelan, Heide W. (1999). Adapting to Modernity: Family, Caste and Capitalism among the Baltic German Nobility. Ostmitteleuropa in Vergangenheit und Gegenwart, vol. 22. Cologne: Böhlau Verlag, 1999. ISBN 3-412-10198-2
- Hiden, John W. (1970). The Baltic Germans and German policy towards Latvia after 1918. The Historical Journal 13.2, 295–317.
- Hiden, John (1987). The Baltic States and Weimar Ostpolitik. Cambridge: Cambridge University Press. ISBN 0-521-89325-9
- Anders Henriksson (1983). The Tsar's Loyal Germans. The Riga Community: Social Change and the Nationality Question, 1855–1905. Boulder, CO: East European Monographs. ISBN 0-88033-020-1
- Mikko Ketola (2000). The Nationality Question in the Estonian Evangelical Lutheran Church, 1918–1939. Helsinki: Publications of the Finnish Society of Church History. ISBN 952-5031-17-9

## 外部連結
- A Baltic German site.
- The association of German Baltic Nobility (rulers of Estland, Livland and Kurland between 1252 and 1918) – also see English language version
- Estonian Manors Portal （页面存档备份，存于） the English version introduces 438 well-preserved manors historically owned by the Baltic Germans (Baltic nobility)